# Таше (дворянский род)
Таше (фр. Taché) — французский дворянский род, первоначально относившийся к нетитулованному дворянству. Из старшей ветви этого рода — Таше де ла Пажери (де Таше де Ла Пажри; фр. de Tascher de La Pagerie) происходила Жозефина, в первом браке Богарне (1763—1814) — супруга Наполеона Бонапарта, императрица Франции.
Благодаря протекции Жозефины и её внука Наполеона III, различные представители рода (как представители старшей ветви — Таше де ла Пажери, так и представители младшей ветви — Таше) получили баронские, графский и, наконец, герцогский титул, став герцогами Таше де ла Пажери. Род существовал до 1993 года, когда скончался, не оставив наследников, 5-й герцог; прочие ветви рода пресеклись ранее.

## История рода

### Предыстория
Поскольку Жозефина была дочерью французского колониального плантатора с острова Мартиника, в некоторых русскоязычных источниках её семья описывается, как принадлежавшая к третьему сословию. Однако, это не так. В действительности, род Таше принадлежал к числу старинных французских дворянских родов, хотя вплоть до XVIII столетия ничем особенным в истории не выделялся.
Род де Таше известен по источникам с XIV века: 1455 и 1462 годами датированы документы, согласно которым некий Гийом Таше являлся сеньором двух поместий поблизости от деревень Диньи и Данжо в графстве Перш (современный французский департамент Эр и Луара). Ещё ранее, в 1406 году, другой Гийом де Таше упоминается в документах в связи с обладанием другими поместьями поблизости от этих. На уровне предположений, реконструируется, что Гийом (I) де Таше имели сына Реньо де Таше и внука, Гиойма (II), однако, фактически, они могли состоять и в более дальнем родстве.
Область графства Перш, где проживала семья Таше, именовалась Thymerais (фр.), и представляет собой холмистое плато, где до сих пор сохранилось немало лесов, растущих на склонах холмов. В Раннее Новое время почти все окрестные холмы были покрыты лесами, а сельскохозяйственная деятельность велась в расчищенных крестьянами от леса долинах. Это была, по тем временам, довольно глухая провинция.
Уже к XVII веку один из членов семьи Таше (неизвестный по имени) был рыцарем Мальтийского ордена (для вступления в орден требовалось доказать наличие у соискателя нескольких поколений «благородных предков», то есть дворян). В XVII веке генеалог Озье отмечал: «она (семья Таше) была дворянской так долго, что не было упоминаний об обратном». Когда, в связи с усилением королевской власти, во Франции были созданы комиссии для проверки оснований принадлежности к дворянству семей по всей Франции, на дворянство претендовавших, то принадлежность к дворянству семьи Таше была подтверждена многократно (в 1667, 1683, 1699, 1700, 1721, 1734 годах), в документах, выданных королевскими учреждениями на имя разных членов семьи и по разным случаям.
Начиная с довольно раннего времени, семья Таше делилась на две ветви, старшую и младшую, однако, вплоть до XVIII века, кроме своей древности, ничем иным похвастаться не могла.

### XVIII век и далее
В 1726 году  Гаспар Жозеф Таше де ла Пажери (1705—1767), вероятно, разорившись окончательно, отправился на Мартинику. Там он основал плантацию, получившую названием Ла Пажери, купил чёрных рабов и занялся выращиванием сахарного тростника и чая.
Гаспару наследовал сын, Жозеф Гаспар (1735—1790), который в качестве французского офицера участвовал в Семилетней войне (на Вест-Индском театре военных действий, то есть, на Мартинике и на соседней Гваделупе) и, по некоторым данным, был награждён орденом Святого Людовика за отличие в боях против англичан. 
У Жозефа Гаспара не было сыновей, зато имелись три дочери. Поскольку в конце 1760-х годов его плантация была разорена ураганом, он надеялся выдать их замуж как можно выгоднее, чему способствовали дворянство и древность рода — качества, которыми могли похвастаться далеко не все колониальные плантаторы. Выбор Жозефа Гаспара пал на офицера-аристократа виконта Александра де Богарне (1760—1794), который был сыном Франсуа де Богарне (1714—1800) — королевского губернатора Мартиники. Сначала ему сватали среднюю дочь, однако та скончалась. В итоге Александр де Богарне женился на старшей, 14-летней Жозефине. От этого брака родились сын — Евгений де Богарне (1781—1824), выдающийся французский полководец, дивизионный генерал, вице-король Италии, родоначальник породнившейся с домом Романовых русской династии герцогов Лейхтенбергских, и дочь — Гортензия де Богарне (1783—1837), супруга младшего брата Наполеона, Луи Бонапарта (1778—1846), королева Голландии и мать императора Наполеона III (1808—1873). После того, как Александр де Богарне, с которым Жозефина к тому моменту разошлась, был казнён на гильотине якобинцами (несмотря на то, что поддержал Французскую революцию и служил генералом в революционной армии), её следующим мужем стал генерал Наполеон Бонапарт, будущий император.
Третья дочь Жозефа Гаспара скончалась незамужней, как и вторая. Сам он умер в 1790-м году. Мать Жозефины, Роза Клэр де Верже де Саннуа (фр. Rose Claire des Vergers de Sannois; 1736—1807) также происходила из дворянской семьи плантаторов. Она продолжала жить на Мартинике, как вдова, окружённая заботой и вниманием назначенного Наполеоном губернатора, адмирала Вилларе де Жуайёза. Она застала свою дочь императрицей, но никогда не приезжала в саму Францию и скончалась на острове в 1807 году.
У Жозефины имелся родственник, Робер-Маргерит де Таше де ла Пажери (1740—1806), который оказывал ей покровительство в юности, и для которого она выхлопотала у Наполеона баронский титул. Из его многочисленных детей, Жан Анри Таше де ла Пажери (1785—1816) получил от Наполеона чин бригадного генерала. Его дочь вышла замуж за сына генерала Монбрена. Сестру Жана-Анри, Марию-Розу-Франсуазу-Стефанию (1788—1832) Наполеон провозгласил имперской принцессой и выдал замуж за Проспера Луи, 7-го герцога Аренберга (1785—1861). После Второй Реставрации Бурбонов брак был сочтён мезальянсом и расторгнут, однако Мария-Роза-Франсуаза-Стефания снова вышла замуж, на этот раз за маркиза де Шомон-Китри, адъютанта Евгения де Богарне, сына её родственницы и покровительницы Жозефины. 
Ещё один родственник, Шарль Мари де Таше де Пажери служил шефом эскадрона в полу Конных гренадер Наполеоновской гвардии, также получил от Наполеона баронский титул и имел многочисленное потомство.
Имелся ещё Пьер Клод Луи Робер де Таше де ла Пажери по прозвищу Фанфан (1787—1861), ещё один адъютант Евгения де Богарне, при Наполеоне дослужившийся до полковника и получивший графский титул. Эмигрировав после окончания Наполеоновских войн вместе с Евгением де Богарне в независимую Баварию (Богарне был женат на дочери баварского короля), стал там генерал-лейтенантом и придворным (камергером). В годы Второй империи вернулся в Париж, где стал сенатором и обер-гофмейстером императрицы Евгении де Монтихо.
Наконец, Шарль Жозеф Луи Робер Филипп де Таше де Ла Пажери (1811—1869), крестник Жозефины, получил от Наполеона III герцогский титул и стал 1-м герцогом Таше де ла Пажери. Его единственный сын скончался бездетным, после чего титул перешёл к потомкам Шарля Мари Таше де Пажери, офицера полка Конных гренадеров. Его потомок, Рено, 5-й герцог Таше де ла Пажери, скончался в 1993 году, не оставив наследников, на его смерти род Таше пресёкся.
Существовала ещё младшая ветвь рода Таше (без приставки «де Ла Пажери»), выделившаяся до XVIII века. Представители младшей ветви проживали в окрестностях французского города Беллем. Несмотря на весьма дальнее родство с императрицей, при Наполеоне они также стали графами и сенаторами (пэрами) — из числа своих родственников Жозефина не забыла никого. Эта ветвь рода пресеклась в 1964 году, за два десятка лет до старшей ветви.